# Nút bần

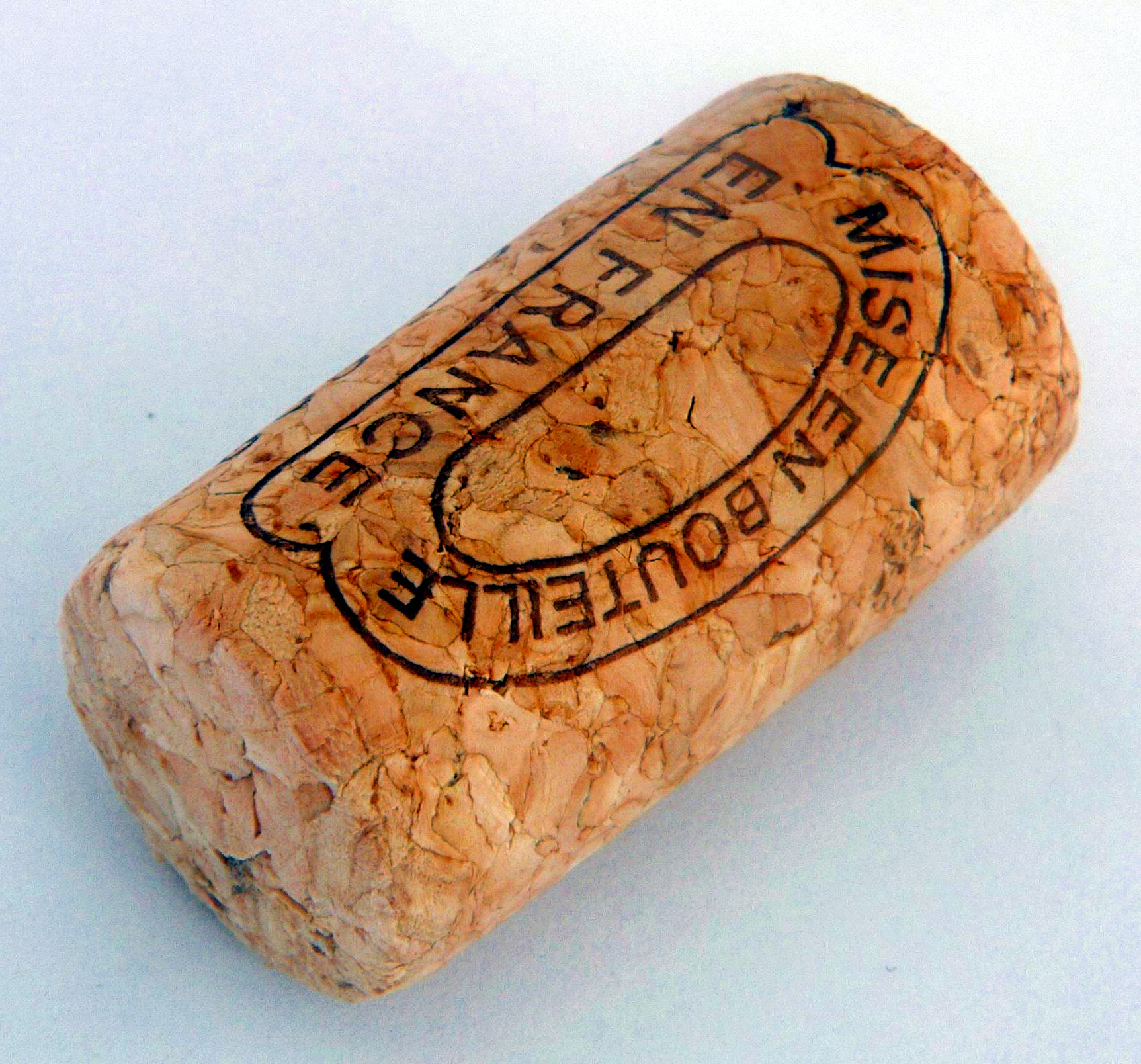
Một chiếc nút bần rượu vang của Pháp

Nút bần, hay còn gọi là nút bần đóng chai hay nút bần rượu vang, là một cái nút được dùng để bịt kín miệng của chai rượu vang. Chúng thường được làm từ gỗ bần (cụ thể là vỏ cây sồi), mặc dù người ta có thể dùng đến chất liệu nhân tạo.
Nút bần được chế tạo cho các loại vang thường lẫn vang nổ; đối với vang nổ thì được đóng chai dưới áp suất, dùng lực ép nút bần sao cho thành dạng nấm. Chúng được đóng chặt bằng khung kim loại có tên gọi là dây chằng nút.

## Lịch sử
Ngay từ giữa thế kỷ 17, những người bán rượu vang ở Pháp họ không dùng nút bần mà thay bằng những chiếc giẻ tẩm dầu để bịt kín cổ chai rượu. Người phát minh ra nút đóng chai rượu vang bằng gỗ bần thì hoàn toàn vô danh.